# Сфагнум болотний
Сфагнум болотний (Sphagnum palustre) — вид мохів родини сфагнові (Sphagnaceae).

## Розповсюдження
Росте у заболочених лісах, на болотах у Європі, Азії, Північній Америці, Австралії та Новій Зеландії.
В Україні зустрічається повсюдно.

## Опис
Рослина має кволе галузисте стебло, висотою до 20 см, яке весь час наростає верхівкою і відмирає у нижній частині. Такі стебла не мають ризоїдів і утворюють подушкоподібні дернини різного розміру. На стеблі пучками зібрані бічні галузки, щільно вкриті листками, розташованими густою спіраллю. У верхній частині стебла розміщені короткі пагони, які утворюють щільну верхівкову голівку (у діаметрі 15-20 мм). Частина верхівкових голівок спрямована у різні боки, інша частина звисає донизу вздовж стебла.
Листки двох типів — стеблові та галузкові, різноманітні за формою (довжиною до 2 мм і шириною 0,5-1 мм), але спільними для них є одношарова листкова пластинка та відсутні жилки. Сфагнум болотний — надзвичайно гігросопічна рослина. Внаслідок вбирання води маса його може збільшитись у 15-20 разів.

## Розмноження
Як і всі мохи він розмножується спорами, що утворюються внаслідок мейозу у спорогонах. Статеві органи розташовані поблизу верхівки стебла на окремих галузках. Антеридіальні галузки відрізняються від звичайних більшою товщиною та більш яскравим забарвленням. У пазухах листочків на довгих ніжках розташовані овальні антеридії. Після запліднення утворюється кулеподібна коробочка, яка сидить на псевдоніжці. Спорогон, у якому дозріли спори, відкривається круглою кришечкою. Внаслідок проростання спори утворюється протонема з ризоїдами, на якій з бруньок виростають нові рослини.